# 軽軌機廠駅
軽軌機廠駅（けいききしょうえき）は台湾高雄市前鎮区瑞北里にある高雄捷運環状軽軌の駅。駅番号はC37。瑞西街と瑞北路の交差点付近に位置する。

## 歴史
当初は計画になかったが、2013年に駅設置が提唱され、機廠駅という仮称で盛り込まれた。
- 2017年2月9日 - 起工[3]。
- 2018年8月22日 - 駅名決定[4][注 1]。
- 2020年9月15日 - 高雄市建築師公会が主催する2020城市工程品質金質奨（C類土木工程部門）を獲得[7]。
- 2021年1月12日 - 開業[8]。

## 駅構造
相対式ホーム2面2線の地上駅。
| 地上                                       |                                                       |
| 前鎮機廠、歩道橋                           |                                                       |
| 相対式ホーム、右側のドアが開く。簡易改札機 |                                                       |
| 内回り・下り                               | ←■環状軽軌 籬仔内・哈瑪星・鼓山区公所方面（籬仔内駅） |
| 外回り・上り                               | →■環状軽軌 凱旋公園方面（凱旋二聖駅）→                |
| 相対式ホーム、右側のドアが開く。簡易改札機 |                                                       |
| 瑞西街                                     |                                                       |

## 駅周辺
瑞西街は長らく矮小な路地だったが、駅設置を見据えて道路幅拡張およびライトレールを跨ぎ凱旋三路に通ずる歩道橋も新設がなされている。
瑞西街側
- 高雄捷運前鎮機廠（中国語版）
- 瑞北夜市

凱旋三路側
- YouBike賢明路口
- 高雄市立楽群国民小学

## 隣の駅
高雄捷運
■環状軽軌
凱旋二聖駅 C36 - 軽軌機廠駅 C37 - 籬仔内駅 C1

### 註釈
1. ↑  計画時の仮称は機廠で[5]、投票時の候補は軽軌機廠、凱旋瑞北だった[6]。